# Liga Dominicana de Béisbol Invernal
Die Liga Dominicana de Béisbol Invernal (LIDOM), offiziell „Liga de Beisbol Profesional de la Republica Dominicana“ genannt, ist die höchste professionelle Baseballliga in der Dominikanischen Republik.
Der Champion nimmt seit 1970 als Vertreter der Dominikanischen Republik an der Serie del Caribe teil.

## Aktuelle Teams
| Liga Dominicana de Béisbol Invernal – Saison 2010/11 - Teamname – Heimatstadt – Stadion – Zuschauerkapazität - Águilas Cibaeñas (Cibao Adler) – Santiago – Estadio Cibao – 18.000 - Toros del Este (Stiere des Ostens) – La Romana – Estadio Francisco Michelli – 10.000 - Estrellas Orientales (Orient Sterne) – San Pedro de Macorís – Estadio Tetelo Vargas – 8.000 - Gigantes del Cibao (Cibao Riesen) – San Francisco de Macorís – Estadio Julián Javier – 12.000 - Leones del Escogido (Escogido Löwen) – Santo Domingo – Estadio Quisqueya – 16.000 - Tigres del Licey (Licey Tiger) – Santo Domingo – Estadio Quisqueya – 16.000 |

## Ehemalige Teams
- Caimanes Del Sur (1983–1989) – San Cristóbal
- Dragones de Ciudad Trujillo (1937) – Ciudad Trujillo (Santo Domingo de Guzmán)

## Spielmodus
Die reguläre Saison, die erste von zwei Ligarunden, läuft über 50 Spieltage, beginnend im Oktober bis Ende Dezember. Die ersten vier platzierten Teams ermitteln dann in einer weiteren Ligarunde mit 18 Spielen pro Mannschaft im Dezember und Januar die besten zwei Teams, die dann Ende Januar in einer best-of-nine Play-off-Serie den Meister ermitteln.

In den Spielzeiten 2008/09 und 2009/10 wurden auch Spiele in der Serie Interliga im Dezember gegen die Mannschaften der Puerto Rico Baseball League ausgetragen. In der Saison 2010/11 finden diese Interleague-Spiele aber nicht statt.

## Geschichte
Baseball fand seinen Weg in den Sechziger Jahren des 19. Jahrhunderts von den USA über Kuba in die Karibik. 1874 fand das erste offizielle Baseballspiel auf Kuba statt. Während der Zeit des Zehnjährigen Krieges (1868–1878) flohen etliche Kubaner von der Insel und immigrierten in die Dominikanische Republik. Sie brachten unter anderem den Sport „Béisbol“ mit.
Ab 1900 wuchs „Béisbol“ zu einem beliebten Freizeitsport heran. 1907 wurden die Tigres del Licey gegründet, 1911 die Estrellas Orientales und 1921 die Leones del Escogido. In diesem Jahr wurde auch die erste professionelle Baseballliga der Dominikanischen Republik gegründet. Diese konnte sich nur bis 1937 halten.
1951 wurde die heutige Profiliga Liga Dominicana de Béisbol Invernal (LIDOM) mit neuem Format als Winterliga gegründet, die sogenannte zweite Ära des Béisbol in der Dominikanischen Republik.

## Meister
| Saison | Meister                     |
| ------ | --------------------------- |
| 1922   | Leones del Escogido         |
| 1923   | Saison nicht beendet        |
| 1924   | Tigres del Licey            |
| 1929   | Tigres del Licey            |
| 1936   | Estrellas Orientales        |
| 1937   | Dragones de Ciudad Trujillo |

| Saison  | Meister              |
| ------- | -------------------- |
| 1951    | Tigres del Licey     |
| 1952    | Águilas Cibaeñas     |
| 1953    | Tigres del Licey     |
| 1954    | Estrellas Orientales |
| 1955–56 | Leones del Escogido  |
| 1956–57 | Leones del Escogido  |
| 1957–58 | Leones del Escogido  |
| 1958–59 | Tigres del Licey     |
| 1959–60 | Leones del Escogido  |
| 1960–61 | Leones del Escogido  |
| 1961–62 | Saison nicht beendet |
| 1962–63 | keine Saison         |
| 1963–64 | Tigres del Licey     |
| 1964–65 | Águilas Cibaeñas     |
| 1965–66 | keine Saison         |
| 1966–67 | Águilas Cibaeñas     |
| 1967–68 | Estrellas Orientales |
| 1968–69 | Leones del Escogido  |
| 1969–70 | Tigres del Licey     |
| 1970–71 | Tigres del Licey     |
| 1971–72 | Águilas Cibaeñas     |
| 1972–73 | Tigres del Licey     |
| 1973–74 | Tigres del Licey     |

| Saison  | Meister             |
| ------- | ------------------- |
| 1974–75 | Águilas Cibaeñas    |
| 1975–76 | Águilas Cibaeñas    |
| 1976–77 | Tigres del Licey    |
| 1977–78 | Águilas Cibaeñas    |
| 1978–79 | Águilas Cibaeñas    |
| 1979–80 | Tigres del Licey    |
| 1980–81 | Leones del Escogido |
| 1981–82 | Leones del Escogido |
| 1982–83 | Tigres del Licey    |
| 1983–84 | Tigres del Licey    |
| 1984–85 | Tigres del Licey    |
| 1985–86 | Águilas Cibaeñas    |
| 1986–87 | Águilas Cibaeñas    |
| 1987–88 | Leones del Escogido |
| 1988–89 | Leones del Escogido |
| 1989–90 | Leones del Escogido |
| 1990–91 | Tigres del Licey    |
| 1991–92 | Leones del Escogido |
| 1992–93 | Águilas Cibaeñas    |
| 1993–94 | Tigres del Licey    |
| 1994–95 | Azucareros del Este |
| 1995–96 | Águilas Cibaeñas    |
| 1996–97 | Águilas Cibaeñas    |

| Saison  | Meister             |
| ------- | ------------------- |
| 1997–98 | Águilas Cibaeñas    |
| 1998–99 | Tigres del Licey    |
| 1999–00 | Águilas Cibaeñas    |
| 2000–01 | Águilas Cibaeñas    |
| 2001–02 | Tigres del Licey    |
| 2002–03 | Águilas Cibaeñas    |
| 2003–04 | Tigres del Licey    |
| 2004–05 | Águilas Cibaeñas    |
| 2005–06 | Tigres del Licey    |
| 2006–07 | Águilas Cibaeñas    |
| 2007–08 | Águilas Cibaeñas    |
| 2008–09 | Tigres del Licey    |
| 2009–10 | Leones del Escogido |
| 2010–11 | Toros del Este      |
| 2011–12 | Leones del Escogido |
| 2012–13 | Leones del Escogido |
| 2013–14 | Tigres del Licey    |
| 2014–15 | Gigantes del Cibao  |
| 2015–16 | Leones del Escogido |
| 2016–17 | Tigres del Licey    |
| 2017–18 |                     |
| 2018–19 |                     |

| Saison  | Meister             | Vizemeister          | Erg. |
| ------- | ------------------- | -------------------- | ---- |
| 2019–20 | Toros del Este      | Tigres del Licey     | 5–3  |
| 2020–21 | Aguilas Cibaeñas    | Gigantes del Cibao   | 4–3  |
| 2021–22 | Gigantes del Cibao  | Estrellas Orientales | 4–1  |
| 2022–23 | Tigres del Licey    | Estrellas Orientales | 4–1  |
| 2023–24 |                     |                      |      |
| 2024–25 | Leones del Escogido | Tigres del Licey     | 4-3  |

| Mannschaft                  | Titel  |
| --------------------------- | ------ |
| Tigres del Licey            | 23 (2) |
| Aguilas Cibaeñas            | 22     |
| Leones del Escogido         | 16 (1) |
| Estrellas Orientales        | 3 (1)  |
| Toros del Este              | 3      |
| Gigantes del Cibao          | 2      |
| Dragones de Ciudad Trujillo | 0 (1)  |

In Klammern: Titel vor 1951
Stand: 2023

Titel in der Caribbean Series
| Mannschaft          | CS-Titel |
| ------------------- | -------- |
| Tigres del Licey    | 10       |
| Águilas Cibaeñas    | 5        |
| Leones del Escogido | 4        |